# Тынуа
Тынуа — потухший вулкан на полуострове Камчатка, Россия.
Данный вулкан относится к Иченскому вулканическому району Срединного вулканического пояса. Он находится в верховьях левобережья реки Голдавить, образуя водораздел между последней и реками Бунанья (Бунаня на современных картах) и Носичан.
Абсолютная высота — 1740 м, относительная — 500 м.
Вулканическая постройка слабо эродирована.
Деятельность вулкана относится к верхнечетвертичному периоду.